# Danh sách vùng hành chính cấp một của Liên minh châu Âu

Vùng hành chính cấp một của Liên minh châu Âu

Để thuận lợi cho công tác quản lý hành chính của Liên minh châu Âu, Liên minh châu Âu đã chia thành 97 vùng hành chính cấp một (thường được viết tắt là NUTS-1). Mỗi vùng hành chính cấp một được thành lập trên cơ sở dân số từ 3 triệu đến 7 triệu nhân khẩu. Dưới đây là danh sách 97 vùng hành chính cấp một của Liên minh châu Âu.

## Vùng hành chính cấp một ở các nước thành viên Liên minh châu Âu
| Số thứ tự | Vùng hành chính                                                     | Cấp hành chính                                             | Quốc gia         |
| --------- | ------------------------------------------------------------------- | ---------------------------------------------------------- | ---------------- |
| 1         | Ireland                                                             | Quốc gia                                                   | Cộng hoà Ireland |
| 2         | Đông Bắc Anh quốc                                                   | Vùng của Anh                                               | Vương quốc Anh   |
| 3         | Tây Bắc Anh quốc                                                    | Vùng của Anh                                               | Vương quốc Anh   |
| 4         | Yorkshire và Humber                                                 | Vùng của Anh                                               | Vương quốc Anh   |
| 5         | East Midlands                                                       | Vùng của Anh                                               | Vương quốc Anh   |
| 6         | West Midlands                                                       | Vùng của Anh                                               | Vương quốc Anh   |
| 7         | Đông Anh quốc                                                       | Vùng của Anh                                               | Vương quốc Anh   |
| 8         | London                                                              | Vùng của Anh                                               | Vương quốc Anh   |
| 9         | Đông Nam Anh quốc                                                   | Vùng của Anh                                               | Vương quốc Anh   |
| 10        | Tây Nam Anh quốc                                                    | Vùng của Anh                                               | Vương quốc Anh   |
| 11        | Wales                                                               | Quốc gia cấu thành vương quốc Liên hiệp Anh và Bắc Ireland | Vương quốc Anh   |
| 12        | Bắc Ireland                                                         | Quốc gia cấu thành vương quốc Liên hiệp Anh và Bắc Ireland | Vương quốc Anh   |
| 13        | Scotland                                                            | Quốc gia cấu thành vương quốc Liên hiệp Anh và Bắc Ireland | Vương quốc Anh   |
| 14        | Île-de-France                                                       | Miền hành chính của Pháp                                   | Pháp             |
| 15        | Régions du Centre Nord                                              | Miền hành chính của Pháp                                   | Pháp             |
| 16        | Nord-Pas-de-Calais                                                  | Miền hành chính của Pháp                                   | Pháp             |
| 17        | Régions de l'Est                                                    | Miền hành chính của Pháp                                   | Pháp             |
| 18        | Régions du Nord-Ouest Atlantique                                    | Miền hành chính của Pháp                                   | Pháp             |
| 19        | Régions du Sud-Ouest                                                | Miền hành chính của Pháp                                   | Pháp             |
| 20        | Régions du Centre Sud                                               | Miền hành chính của Pháp                                   | Pháp             |
| 21        | Régions du Midi Méditerranéen                                       | Miền hành chính của Pháp                                   | Pháp             |
| 22        | Tỉnh hải ngoại của Pháp                                             | Miền hành chính của Pháp                                   | Pháp             |
| 23        | Luxembourg                                                          | Quốc gia                                                   | Luxembourg       |
| 24        | Vùng Flemish                                                        | Vùng của Bỉ                                                | Bỉ               |
| 25        | Vùng Walloon                                                        | Vùng của Bỉ                                                | Bỉ               |
| 26        | Brussels                                                            | Vùng của Bỉ                                                | Bỉ               |
| 27        | Bắc Hà Lan                                                          | Vùng liên tỉnh của Hà Lan                                  | Hà Lan           |
| 28        | Đông Hà Lan                                                         | Vùng liên tỉnh của Hà Lan                                  | Hà Lan           |
| 29        | Nam Hà Lan                                                          | Vùng liên tỉnh của Hà Lan                                  | Hà Lan           |
| 30        | Tây Hà Lan                                                          | Vùng liên tỉnh của Hà Lan                                  | Hà Lan           |
| 31        | Baden-Württemberg                                                   | Bang                                                       | Đức              |
| 32        | Bayern                                                              | Bang                                                       | Đức              |
| 33        | Berlin                                                              | Bang                                                       | Đức              |
| 34        | Brandenburg                                                         | Bang                                                       | Đức              |
| 35        | Bremen                                                              | Bang                                                       | Đức              |
| 36        | Hamburg                                                             | Bang                                                       | Đức              |
| 37        | Hessen                                                              | Bang                                                       | Đức              |
| 38        | Mecklenburg-Vorpommern                                              | Bang                                                       | Đức              |
| 39        | Niedersachsen                                                       | Bang                                                       | Đức              |
| 40        | Nordrhein-Westfalen                                                 | Bang                                                       | Đức              |
| 41        | Rheinland-Pfalz                                                     | Bang                                                       | Đức              |
| 42        | Saarland                                                            | Bang                                                       | Đức              |
| 43        | Sachsen                                                             | Bang                                                       | Đức              |
| 44        | Sachsen-Anhalt                                                      | Bang                                                       | Đức              |
| 45        | Schleswig-Holstein                                                  | Bang                                                       | Đức              |
| 46        | Thüringen                                                           | Bang                                                       | Đức              |
| 47        | Đan Mạch                                                            | Quốc gia                                                   | Đan Mạch         |
| 48        | Götaland                                                            | Vùng                                                       | Thuỵ Điển        |
| 49        | Svealand                                                            | Vùng                                                       | Thuỵ Điển        |
| 50        | Norrland                                                            | Vùng                                                       | Thuỵ Điển        |
| 51        | Phần Lan                                                            | Quốc gia                                                   | Phần Lan         |
| 52        | Åland                                                               | Vùng tự trị                                                | Phần Lan         |
| 53        | Estonia                                                             | Quốc gia                                                   | Estonia          |
| 54        | Latvia                                                              | Quốc gia                                                   | Latvia           |
| 55        | Litva                                                               | Quốc gia                                                   | Litva            |
| 56        | Vùng Trung tâm                                                      | Vùng                                                       | Ba Lan           |
| 57        | Vùng phía Nam                                                       | Vùng                                                       | Ba Lan           |
| 58        | Vùng phía Bắc                                                       | Vùng                                                       | Ba Lan           |
| 59        | Vùng phía Đông                                                      | Vùng                                                       | Ba Lan           |
| 60        | Vùng Tây Bắc                                                        | Vùng                                                       | Ba Lan           |
| 61        | Vùng Tây Nam                                                        | Vùng                                                       | Ba Lan           |
| 62        | Slovakia                                                            | Quốc gia                                                   | Slovakia         |
| 63        | Séc                                                                 | Quốc gia                                                   | Séc              |
| 64        | Vùng thủ đô Hungary                                                 | Vùng                                                       | Hungary          |
| 65        | Transdanubia                                                        | Vùng                                                       | Hungary          |
| 66        | Vùng đồng bằng phía Tây                                             | Vùng                                                       | Hungary          |
| 67        | Nord-Vest, Centru                                                   | Vùng                                                       | Romania          |
| 68        | Nord-Est, Sud-Est                                                   | Vùng                                                       | Romania          |
| 69        | Sud, Bucureşti-Ilfov                                                | Vùng                                                       | Romania          |
| 70        | Sud-Vest, Vest                                                      | Vùng                                                       | Romania          |
| 71        | Bắc và Đông Bulgaria                                                | Vùng                                                       | Bulgaria         |
| 72        | Tây Nam và Nam Trung Bộ Bulgaria                                    | Vùng                                                       | Bulgaria         |
| 73        | Đông Macedonia và Thrace, Trung Macedonia, Tây Macedonia, Thessalía | Vùng                                                       | Hy Lạp           |
| 74        | Quần đảo Ionia, Ípeiros, Peloponnesos, Tây Hy Lạp, Trung Hy Lạp     | Vùng                                                       | Hy Lạp           |
| 75        | Attiki                                                              | Vùng                                                       | Hy Lạp           |
| 76        | Nam Aegea, Bắc Aegea, Crete                                         | Vùng                                                       | Hy Lạp           |
| 77        | Síp                                                                 | Quốc gia                                                   | Síp              |
| 78        | Croatia                                                             | Quốc gia                                                   | Croatia          |
| 79        | Malta                                                               | Quốc gia                                                   | Malta            |
| 80        | Tây Bắc Ý                                                           | Nhóm liên vùng                                             | Ý                |
| 81        | Đông Bắc Ý                                                          | Nhóm liên vùng                                             | Ý                |
| 82        | Trung tâm nước Ý                                                    | Nhóm liên vùng                                             | Ý                |
| 83        | Nam Ý                                                               | Nhóm liên vùng                                             | Ý                |
| 84        | Sicilia và Sardegna                                                 | Nhóm liên vùng                                             | Ý                |
| 85        | Đông Áo                                                             | Nhóm bang                                                  | Áo               |
| 86        | Nam Áo                                                              | Nhóm bang                                                  | Áo               |
| 87        | Tây Áo                                                              | Nhóm bang                                                  | Áo               |
| 88        | Tây Bắc Tây Ban Nha                                                 | Nhóm các cộng đồng tự trị                                  | Tây Ban Nha      |
| 89        | Đông Bắc Tây Ban Nha                                                | Nhóm các cộng đồng tự trị                                  | Tây Ban Nha      |
| 90        | Vùng thủ đô Madrid                                                  | Nhóm các cộng đồng tự trị                                  | Tây Ban Nha      |
| 91        | Trung tâm Tây Ban Nha                                               | Nhóm các cộng đồng tự trị                                  | Tây Ban Nha      |
| 92        | Đông Tây Ban Nha                                                    | Nhóm các cộng đồng tự trị                                  | Tây Ban Nha      |
| 93        | Nam Tây Ban Nha                                                     | Nhóm các cộng đồng tự trị                                  | Tây Ban Nha      |
| 94        | Quần đảo Canary                                                     | Nhóm các cộng đồng tự trị                                  | Tây Ban Nha      |
| 95        | Chính quốc Bồ Đào Nha                                               | Vùng                                                       | Bồ Đào Nha       |
| 96        | Azores                                                              | Vùng                                                       | Bồ Đào Nha       |
| 97        | Madeira                                                             | Vùng                                                       | Bồ Đào Nha       |